# Ramsay River
Der Ramsay River ist ein Fluss im Nordwesten des australischen Bundesstaates Tasmanien.

## Geografie
Der etwas mehr als 16 Kilometer lange Ramsay River entspringt rund zehn Kilometer südwestlich der Kleinstadt Waratah und fließt nach Süden, vorbei am Mount Ramsay. Ungefähr vier Kilometer südöstlich des Berges mündet er in den Huskisson River.